# 維拉將軍的一生
《維拉將軍的一生》（英語：The Life of General Villa）是一部 1914 年的無聲電影，這部電影屬於傳記式的動作戲劇類型，由龐丘·維拉飾演他自己。這部電影結合了舞台布景與真實性的現場戰鬥，整個電影情節以墨西哥革命為中心。
時至今日，不幸地這部電影已被列為散失电影，目前只剩下殘存未經編輯的電影片段與當時的宣傳品。

## 製作
龐丘·維拉參演這部電影的理由在於經濟因素，身為反抗軍的領導人，他需要資金以應付在墨西哥革命戰爭中的龐大支出。最後他終於完成與Mutual影業的合約，他拿到兩萬五千美元的預付款項，電影公司也向他承諾可領到影片利潤的百分之五十，使得龐丘·維拉同意讓電影公司拍攝他在白天戰鬥中的動作場景，在洽談中還包括了，如果還有更多場景需要拍攝，還可以針對合約的部分另外商量。（這份合約至今目前還存放在墨西哥市的一間博物館內，檔案編號：Archivo Federico Gonzalez Garza, folio 3057）

## 演員
- Raoul Walsh 飾演 年輕時的維拉
- 龐丘·維拉 飾演 他自己
- Teddy Sampson 飾演 維拉的姊妹
- Irene Hunt 飾演 維拉的姊妹
- Walter Long 飾演 聯邦軍官
- W.H. Lawrence 飾演 聯邦軍官

## 外部連結
- 互联网电影数据库（IMDb）上《維拉將軍的一生》的资料（英文）